# Traverse (vesting)

Voorbeeld illustratie van een traverse A en bonnet-traverse B op de face van een vestingwerk.

Bij vestingwerken wordt met een traverse een aarden wal of andere beschutting aangeduid, die doorgaans dwars op de hoofdwal, op de face staat en is bedoeld om de troepen en artillerie die achter de hoofdwal staan opgesteld dekking te bieden tegen vijandelijk flank- of rugvuur of anderszins zijdelings inslaande projectielen. Zo'n traverse wordt dan ook wel een paraflanc, tegen zijvuur, of parados, tegen rugvuur, genoemd.
Is een bastion uitgevoerd met saillanten, twee facen die onder een kleine hoek ten opzichte van elkaar staan en als een punt naar voren uitsteken, dan geven de traversen die in de saillanten liggen dekking aan beide facen en spreekt men van bonnettraversen.
Soms worden ook verder achter de hoofdwallen traversen, extra wallen, opgeworpen zodat de hoofdwallen minder hoog hoeven zijn om in het fort tegen vijandelijk vuur beschut te zijn. Indien deze wallen kruislings op de diagonalen van een vierkant fort worden opgeworpen spreekt men van kruistraversen. Soms worden traversen niet als aarden wallen uitgevoerd maar als holle traverse, van bijvoorbeeld baksteen, die dan ook meteen als munitie depot en extra beschutting voor de manschappen kunnen dienen.
Het Franse woord traverse stamt uit 1596 met de betekenis 'wal loodrecht op de vuurlijn'.
acces · affuit · approche · arsenaal · banket · barbacane · barbette · bastion · bastei · batterij · bedekte weg · beer · berm · blokhuis · bolwerk · borstwering · bres · buitenwerk · bunker · bonnet-traverse · caponnière · circumvallatielinie · citadel · contravallatielinie · contre-approche · contrefossé · contregarde · coupure· contrescarpe · courtine · couvre-face · cunette · damsluis · Dienst der Fortificatiën · demi-lune · dwingel · enveloppe · erkertoren · escarpe · face · faussebraye · flank · flèche · fort · fossé · glacis · gracht · halve maan · hamei · hoornwerk · inundatie ·  inundatiekanaal · inundatiesluis · Italiaans vestingstelsel · kat · kazemat · keel · kroonwerk · kruithuis · landpoort · linie · lunet · mezekouw · Nieuw Nederlands Vestingstelsel · onderwal · ontmanteling · opril · Oud-Nederlands vestingstelsel · palissade · papenmuts · plongee · polygonaal stelsel · poortgebouw · poterne · pulvertoren · ravelijn · redan · redoute · reduit · retranchement · rondeel · saillant · sas · schans · schietgat · schilderhuis · schootsveld · singel · sortie · stadsmuur · stadspoort · tamboer · terreplein · tenaille · tobruk · torenfort · traverse · valhek · verdedigingswerk · vesting · vestingstad · voorwerk · wal · walstraat · waltoren · wapenplaats · waterlinie · waterpoort · weermuur · wolfskuil · zwaluwstaart